# Paul Bonifas (céramiste)
Pour les articles homonymes, voir Bonifas.
Ne doit pas être confondu avec Paul Bonifas.
Paul-Ami Bonifas, né le 11 novembre 1893 à Genève (Suisse) et mort en juin 1967 à Seattle (États-Unis), est un céramiste suisse.

## Biographie
Paul Bonifas entre à l'École des Beaux-Arts de Genève en 1910 et y restera jusqu'en 1913. Parallèlement, il suit un apprentissage de graveur-bijoutier avec son père. Il étudie la chimie et la minéralogie, puis entre à l'École suisse de céramique. En 1914, Paul Bonifas ouvre un atelier de céramique à Versoix. Il obtient alors une médaille de bronze à l'exposition de Berne. Paul Boniface collabore avec de nombreux artistes parmi lesquels Charles L'Eplattenier, ou Jeanne Perrochet.
Il est assisté par Alice Sordet, qui deviendra son épouse en 1917. Après la destruction de son atelier par un incendie en 1919, il part travailler à Paris dans une fabrique de porcelaine. De 1921 à 1922, il devient secrétaire de la revue L’Esprit nouveau fondée par le peintre Amédée Ozenfant et l'architecte Le Corbusier. En 1922, il quitte Paris et reprend un atelier de poterie à Ferney-Voltaire.
Membre de l'Association suisse romande de l'Art et de l'Industrie, du jury du Salon des arts décoratifs (1925), il reçoit en 1926 une médaille de la Société des arts de Genève.
En 1937, Pierre Bonifas expose plusieurs pièces à l'Exposition internationale des arts et techniques. La guerre l'amène en 1940 à fermer son atelier et diversifier ses activités. Il part pour les États-Unis en 1945, afin d'organiser une section de céramique d'art à l'Université de Washington. Il cède après-guerre les bâtiments de son atelier de poterie à sa femme, qui relancera la production de faïence sous le nom de Lifas. Il enseignera ensuite à l'Université de Seattle jusqu'en 1959.